# Immersion (album)
Pour les articles homonymes, voir Immersion.
Albums de Pendulum
In Silico
(2008) The Reworks
(2018)
Immersion est le 3e album du groupe australien de drum and bass Pendulum. Il a été annoncé en 2009, et son nom a été confirmé en décembre 2009.
Immersion est sorti le 21 mai 2010 et a été suivi par une série de concerts dans le même mois. Il se classa à la 1re place des charts britanniques dès la première semaine[réf. nécessaire]. Un aperçu complet de l'album a été rendu disponible le 14 mai 2010 sur YouTube.
Quelques artistes comme Liam Howlett de The Prodigy, In Flames et Steven Wilson ont fait une apparition sur l'album.

## Pistes de l'album
| No  | Titre                      | Featuring     | Durée |
| --- | -------------------------- | ------------- | ----- |
| 1.  | Genesis                    |               | 1.09  |
| 2.  | Salt in the Wounds         |               | 6.39  |
| 3.  | Watercolour                |               | 5.04  |
| 4.  | Set Me On Fire             |               | 5.03  |
| 5.  | Crush                      |               | 4.13  |
| 6.  | Under the Waves            |               | 4.55  |
| 7.  | Immunize                   | Liam Howlett  | 4.36  |
| 8.  | The Island, Part I (Dawn)  |               | 5.20  |
| 9.  | The Island, Part II (Dusk) |               | 4.09  |
| 10. | Comprachicos               |               | 2.48  |
| 11. | The Vulture                |               | 4.03  |
| 12. | Witchcraft                 |               | 4.12  |
| 13. | Self vs. Self              | In Flames     | 4.45  |
| 14. | The Fountain               | Steven Wilson | 5.00  |
| 15. | Encoder                    |               | 5.21  |